# 札幌ロイヤルホテル
札幌ロイヤルホテル（Sapporo Royal Hotel）は、かつて北海道札幌市中央区に存在していたホテルである。2008年7月1日に閉館している。

## 概要
札幌の一大繁華街すすきのの外れの、札幌市中央区南7条東1丁目の位置にて、1964年5月13日より44年営業してきたホテルである。
ホテルオークラの設計も担当した柴田陽三による設計の建物である。
かつては、札幌グランドホテル、札幌パークホテルと共に、札幌三大ホテルに数えられていた。高級感のある広めの客室、壮大な結婚式場、その他の宴会会場が、11階にあるスカイラウンジが注目を集めていた。
1993年には、売上高102億円を計上するが、このころをピークに陰りが出てくる。本州資本のホテルが進出し、ホテル間の競争が激化してきた。札幌国際観光株式会社が、2004年より4期、経常損失を計上する。2007年5月ごろ、オリックスと札幌ロイヤルホテルの売買交渉が進められるが、査定価格で折り合わず、決裂する。
2007年8月17日、運営主体の札幌国際観光株式会社が民事再生法の手続き開始したため、同年9月30日に一旦営業停止となる。同年11月2日、恵庭開発株式会社が買収し、同年11月23日より営業を再開するも、ブランクが響いて客足も遠のき、2008年7月1日に営業を終了した。
その後、ホテルだった建物はそのまま放置されていたが、2010年晩秋から2011年4月にかけて解体された。2015年11月現在、跡地にはリンナイ北海道支店と、明和地所所有の13階建てマンション「クリオ南7条」が立地している。

## かつてあったテナント
- 漁火　(和食)
- ルヴォワール　(洋食)
- 龍園　(中華料理)

## 沿革
- 1962年11月26日、札幌ローヤルホテル開業のため、経営主体の札幌国際観光株式会社が設立する。杉野重雄が最初の代表取締役社長となる[4]。
- 1964年5月13日、札幌ローヤルホテル開業する。札幌国際観光株式会社経営の最初のホテルである。
- 1973年5月10日、札幌国際観光株式会社経営の姉妹ホテル、センチュリーローヤルホテルが開業する。
- 1988年、札幌ローヤルホテルの建物を改装する。
- 1990年5月、札幌ロイヤルホテルに商号変更する
- 1993年1月、札幌国際観光株式会社の年間売上、過去最高の102億円を計上する。その後、ホテルの競争が激しくなり売上が縮小傾向となる。
- 1993年3月、札幌ロイヤルホテルを代表して、杉野重雄が、日本ホテル協会会長に就任し、1995年2月に退任する[6]。
- 2007年5月、オリックスとの売買交渉が進むものの、査定価格が低すぎるとして、結局決裂する[4]。
- 2007年8月17日、運営主体の札幌国際観光株式会社、民事再生法の手続き開始する。
- 2007年9月30日、札幌ロイヤルホテル、閉館となる。
- 2007年11月1日、ゴルフ場経営の恵庭開発株式会社が、札幌ロイヤルホテルを買収する。
- 2007年11月23日、札幌ロイヤルホテル、営業再開となる
- 2008年7月1日、札幌ロイヤルホテル閉鎖となる。